# Aliartos (gmina)
Aliartos (gr. Δήμος Αλιάρτου, Dimos Aliartu) – gmina w Grecji, w administracji zdecentralizowanej Tesalia-Grecja Środkowa, w regionie Grecja Środkowa, w jednostce regionalnej Beocja. W 2011 roku liczyła 10 887 mieszkańców. Powstała 1 stycznia 2011 roku w wyniku połączenia dotychczasowych gmin Aliartos i Tespies. Siedzibą gminy jest Aliartos.